# Opéra de Florence
Le Teatro del Maggio Musicale Fiorentino ou Opéra de Florence est une structure culturelle multifonctionnelle construite dans la ville de Florence pour remplacer l'ancien Teatro Comunale. Le complexe, inauguré en 2011 et conçu par l'architecte Paolo Desideri, dispose d'une salle pour l'opéra de 1890 places et d'un auditorium extérieur de 2000 places ; une salle de concerts d'environ 1200 places a été ajoutée en 2021. L'ensemble abrite le siège administratif du Maggio Musicale Fiorentino, tandis que le chœur et l'orchestre organisent également des concerts dans d'autres endroits.

## Histoire
L'Opéra de Florence remplace l'ancien Teatro Comunale voisin, qui a été désaffecté en 2014. L'opéra a été inauguré, le 21 décembre 2011, à l'occasion de l'achèvement des travaux de construction de tous les volumes architecturaux,.

L'inauguration a eu lieu le 21 décembre 2011 avec la Neuvième Symphonie de Beethoven dirigée par le chef d'orchestre Zubin Mehta. Plus tard, le bâtiment a été fermé pour permettre, grâce à des financements supplémentaires, la construction de la machine scénique. Les coûts de construction ont considérablement augmenté pendant les travaux (plus de 260 millions d'euros).

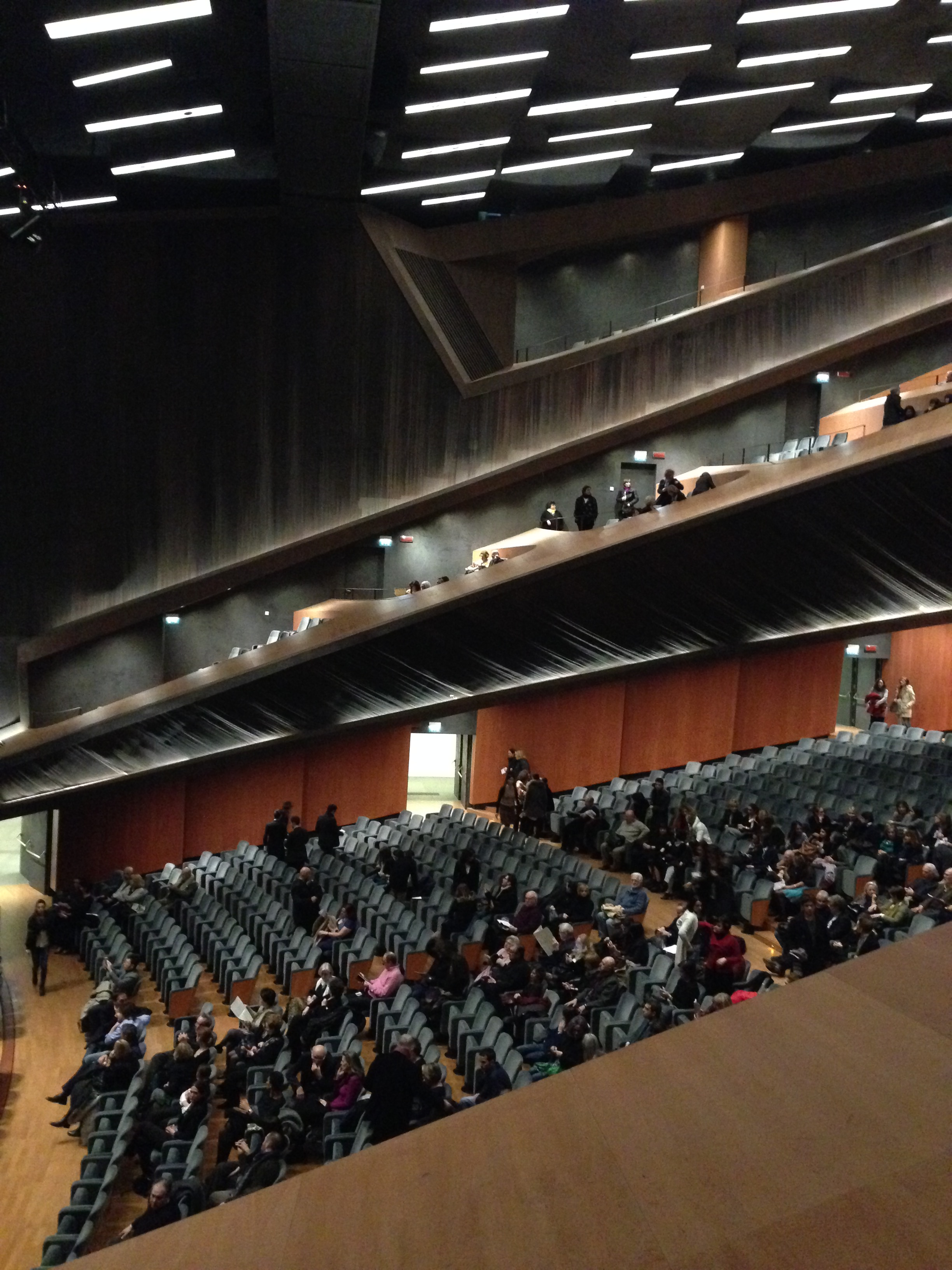
Salle

Avec le gala d'ouverture le 10 mai 2014, la structure a été définitivement ouverte au public avec la place en face, du nom de Vittorio Gui, fondateur du Stabile Orchestrale Fiorentina.
Le premier programme complet des œuvres concerne la saison lyrique 2014-2015 qui a débuté le 25 septembre avec Il Campiello de Wolf-Ferrari avec Luca Canonici .
Le 21 décembre 2021, exactement dix ans après l’inauguration de la Sala Grande, un auditorium d’environ 1200 places et portant le nom de Zubin Mehta, qui constitue la troisième section du Parco della Musica de Florence, a été inauguré. Cet espace, conçu pour les concerts symphoniques, est modulable, peut être réduit à 500 places pour des concerts de musique de chambre et peut également accueillir des conférences et des conventions.

## Contexte urbain
Le théâtre Maggio Musicale Fiorentino fait partie d'une vaste revalorisation de la zone entre la Piazza Vittorio Veneto et le parc des Cascine, qui a vu ces dernières années l'enterrement partiel de la viale Fratelli Rosselli, la construction du tramway et la transformation de l'ancienne Gare de Leopolda et ses environs en espace culturel polyvalent.
Un jardin clôturé a été créé en même temps que le théâtre, bordant les salles d'exposition du fossé Léopolda et du fossé Macinante. L'ancienne porte d'accès aux ateliers a été restaurée.